# World Bicycle Relief

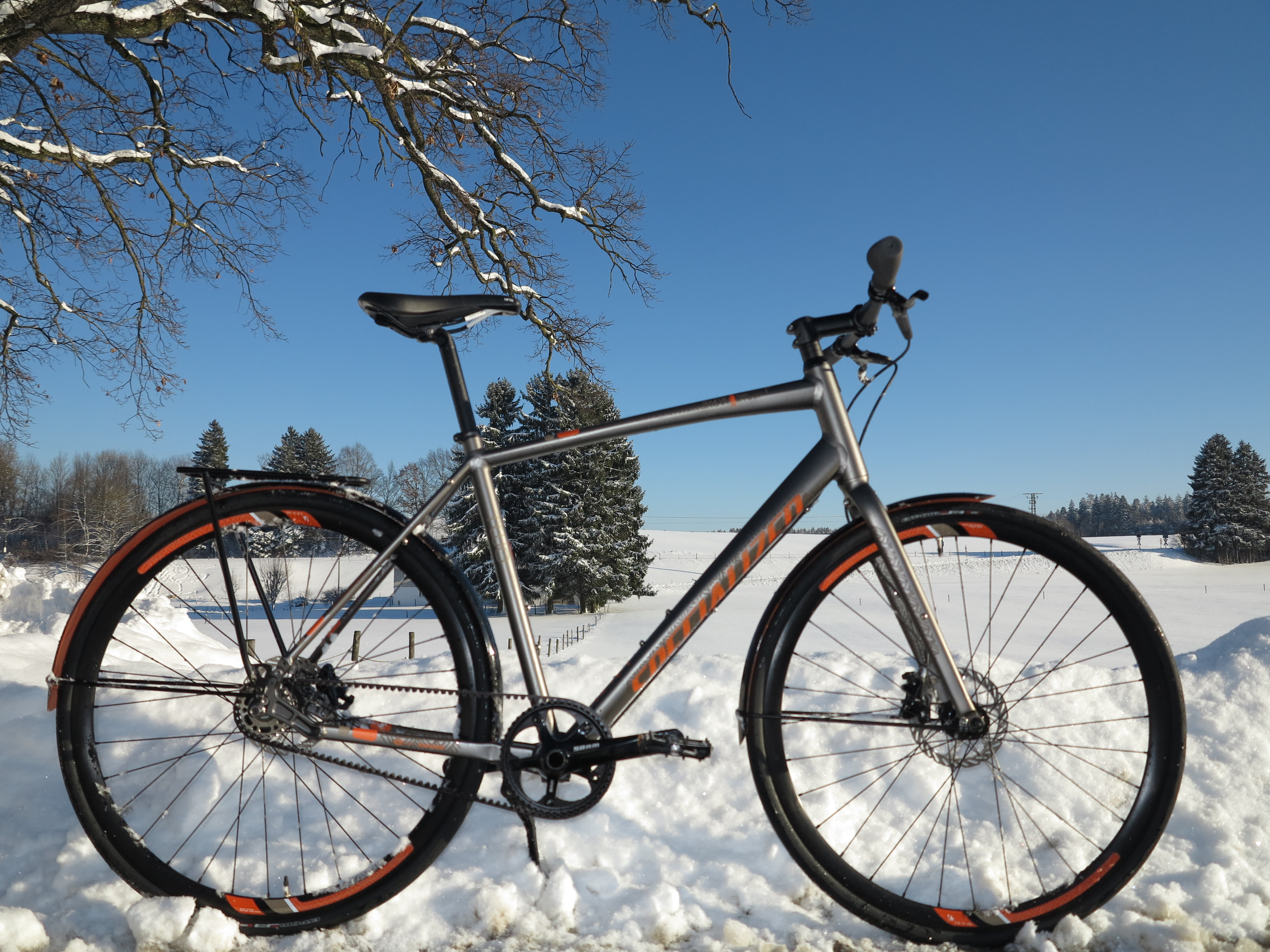
С каждой проданной модели, специально сконструированной для этой акции, одно колесо жертвуется в пользу World Bicycle Relief

World Bicycle Relief — международная некоммерческая организация, базирующаяся в Чикаго. Специализируется на масштабных программах по распределению велосипедов в развивающихся странах, что в конечном итоге помогает бороться с бедностью, а также на связанных с этим программах в сфере образования, здравоохранения и экономического развития. По состоянию на осень 2014 года World Bicycle Relief распределила более 200 тыс. велосипедов и подготовила более тысячи велосипедных механиков в развивающихся странах (по состоянию на весну 2015 года — почти 240 тыс. велосипедов). Крупнейшая программа World Bicycle Relief (Bicycles For Educational Empowerment) направлена на обеспечение велосипедами девушек-школьниц и учителей.

## История
В 2005 году чикагский бизнесмен, вице-президент SRAM Corporation Фредерик Дей (Frederick K.W. Day) основал некоммерческую организацию World Bicycle Relief, которая начала распределять простые велосипеды модели Buffalo среди подростков в Африке, что значительно облегчило им путь до отдалённых школ, магазинов, аптек и больниц (особый упор делался на малообеспеченных сирот, которые содержали младших братьев и сестёр, а также на медицинских работников в сельской местности).
Так как сельские дороги в Африке плохого качества и велосипеды часто ломались, World Bicycle Relief запустила обширную программу малого предпринимательства, поставив одного специально обученного механика обслуживать 50 подаренных велосипедов (организация обеспечивала его необходимыми запасными частями, инструментами и униформой, а он самостоятельно брал небольшую плату за ремонт велосипеда). Также World Bicycle Relief обеспечивала велосипедами сельских старейшин, а те в ответ наблюдали, чтоб отцы и старшие братья не отнимали велосипеды у девочек. Акцент на деревенских девочек был сделан по причине того, что родители часто оставляли их учиться в отдалённых городах и крупных посёлках, где те подвергались сексуальному насилию, а при наличии велосипеда девочки имели возможность после учёбы относительно безопасно возвращаться домой.
Кроме того, World Bicycle Relief распределяла велосипеды среди волонтёров, сиделок и медсестёр, которые наблюдали за ВИЧ-инфицированными, среди педагогов, которые рассказывали о профилактике заболевания, среди учителей, местных чиновников и своих велосипедных механиков, среди жертв цунами 2004 года на Шри-Ланке и голода 2011 года в Кении. Важнейшими партнёрами и спонсорами World Bicycle Relief являются World Vision International, Агентство США по международному развитию, Фонд Клинтона, SRAM Corporation и Trek Bicycle Corporation.

## Структура
Велосипеды собираются на трёх африканских фабриках WBR — в Хараре (Зимбабве), Лусаке (Замбия) и Кисуму (Кения), что уменьшает их стоимость, сокращает расходы на транспортировку конечным пользователям и гарантирует совместимость запасных частей. Учебные программы по подготовке механиков действуют во всех странах, где работает World Bicycle Relief. В сфере поставок запчастей в отдалённые сельские районы World Bicycle Relief сотрудничает с ведущими торговыми сетями региона.
Также World Bicycle Relief активно сотрудничает с многочисленными микрофинансовыми учреждениями, которые кредитуют африканских бедняков на покупку коммерческих моделей велосипедов WBR (например, велосипеды WBR продаются фермерам, которые развозят молоко клиентам или сдают его на переработку молочным кооперативам). Велосипеды World Bicycle Relief для своих целей приобретали многие организации, работающие в Африке, в том числе ЮНИСЕФ, CARE International, World Vision International, Всемирная продовольственная программа, Catholic Relief Services и Wellshare International. 
Исследования, проведённые World Bicycle Relief и другими благотворительными организациями в Африке и Азии, показали, что велосипед может увеличить доход бедной семьи на 35 %.

## Комментарии
1. ↑  После цунами 2004 года Дей вместе с женой отправился на помощь в Шри-Ланку, где в беседе со спасателями понял потенциальную ценность велосипеда в разрушенных, отдалённых и бедных районах.